# 1649 w literaturze
Wydarzenia literackie w 1649 roku.

## Urodzili się
- Jan Luyken, holenderski artysta i poeta

## Zmarli
- Richard Crashaw, angielski poeta